# Elassochirus gilli
Elassochirus gilli is een heremietkreeft die voorkomt in het oosten van de Stille Oceaan op diepten tot 250 m.